# Destiny (シェネルのアルバム)
『Destiny』（デスティニー）は、シェネルの6枚目のオリジナルアルバムである。2017年6月14日発売。

## 概要
前作『シェネル・ワールド』から約2年4月ぶりで、デビュー10周年の年に発売されたアルバムである。

## 収録曲
1. Destiny
3枚目のシングルで、このアルバムの先行シングルである。TBS系金曜ドラマ『リバース』主題歌。ドラマの話を貰い、制作したもの[1]。
ドラマ「リバース」の最終回放映後の6月16日にラッパーのAK-69がこの曲をビートジャックしたリミックス音源をYouTubeに公開。公開後にこの楽曲の制作に携わった松尾潔と川口大輔がTwitterでリアクションし、シェネル本人もtwitterで感謝の意をTwitterでツイートした。その後、シェネルサイドがAK-69に「オフィシャルのRemixとしてリリースをしたい」というオファーをし、AK-69が承諾。AK-69より同じくラッパーのSALUにも参加のオファーがなされ、フルバージョンが制作された。7月21日にSALUのバージョンが公開され、7月24日に配信限定シングルとして緊急配信という形で配信することが発表された。ユニバーサルミュージックより7月28日に「Destiny (Remix) feat. AK-69 & SALU」として配信された[2][3][4]。
2. Heartburn
プロデューサーのキース・ハリスが参加。
3. Fun
4. Fall In Love Again
5. Miracle
6. Love Sick
7. Love You Like Me
8. Outta Love feat. MINMI
レゲエシンガーのMINMIが客演で参加。この曲のメロディーを制作している時にこの曲はMINMIに合うんじゃないかと思い浮かんだという[1]。
9. 君がいれば
10. Remember My Name
11. 終わらないラブソング 〜Like A Love Song